# Équipe des Pays-Bas de cricket

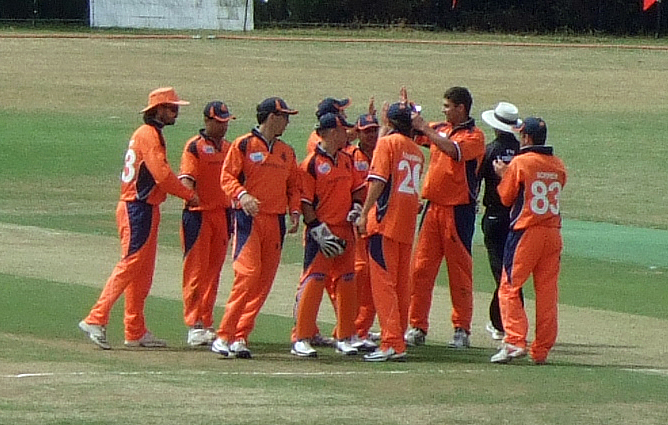
L'équipe des Pays-Bas de cricket

L'équipe des Pays-Bas de cricket représente les Pays-Bas au niveau international, sous la responsabilité du Koninklijke Nederlandse Cricket Bond, qui est membre associé de l'International Cricket Council. Elle se qualifie pour sa première Coupe du monde en 1996, puis en 2003, 2007 et 2011 ce qui lui donne à chaque fois le droit de disputer des matchs au format One-day International (ODI). Elle participe également parfois à des compétitions anglaises.

## Compétitions internationales

### Palmarès
- Coupe du monde de cricket : 1er tour en 1996, 2003, 2007, 2011
- Tournoi de qualification pour la Coupe du monde de cricket (ancien Trophée de l'ICC) : vainqueur en 2001, finaliste en 1986 et 1990

### Parcours
| Coupe du Monde de Cricket | Coupe du Monde de Cricket |
| Année                     | Résultat                  |
| ------------------------- | ------------------------- |
| 1975                      | Non invitée               |
| 1979                      | Non qualifiée             |
| 1983                      | Non qualifiée             |
| 1987                      | Non qualifiée             |
| 1992                      | Non qualifiée             |
| 1996                      | Premier tour              |
| 1999                      | Non qualifiée             |
| 2003                      | Premier tour              |
| 2007                      | Premier tour              |
| 2011                      | Premier tour              |
| 2015                      | Non qualifiée             |
| 2019                      | Non qualifiée             |

| Championnat du monde de Twenty20 | Championnat du monde de Twenty20 |
| Année                            | Résultat                         |
| -------------------------------- | -------------------------------- |
| 2007                             | Non qualifiée                    |
| 2009                             | Premier tour                     |
| 2010                             | Non qualifiée                    |
| 2012                             | Non qualifiée                    |
| 2014                             | Deuxième tour                    |
| 2016                             | Premier tour                     |

| Tournoi de Qualification pour la Coupe du Monde de Cricket | Tournoi de Qualification pour la Coupe du Monde de Cricket |
| Année                                                      | Résultat                                                   |
| ---------------------------------------------------------- | ---------------------------------------------------------- |
| 1979                                                       | Premier tour                                               |
| 1982                                                       | Premier tour                                               |
| 1986                                                       | Finaliste                                                  |
| 1990                                                       | Finaliste                                                  |
| 1994                                                       | 3e                                                         |
| 1997                                                       | 6e                                                         |
| 2001                                                       | Vainqueur                                                  |
| 2005                                                       | 5e                                                         |
| 2009                                                       | 3e                                                         |
| 2014                                                       | 7e                                                         |
| 2018                                                       | 7e                                                         |

## Joueurs
La fédération néerlandaise introduit pour la première fois en 2010 des contrats professionnels pour certains de ses internationaux, des contrats à temps partiel pour ceux qui font carrière en Angleterre, et des contrats semi-professionnels pour ceux qui ont un emploi par ailleurs.